# Barmenstein
Der Barmenstein (N KJ64 oder NKJ64 – lokal Runesten sød i stranda – der Runenstein am Südstrand genannt) ist einer der ältesten Runensteine in Stad im Fylke Vestland und in Norwegen. Er ist aus Gneis und steht auf der neun Quadratkilometer großen, runden Insel Barmen (norweg. Barmøya) zwischen dem Weiler Korsneset und dem Südstrand, gut 20 m von der Straße. Seine Höhe beträgt etwa 1,55 m, die Breite 0,6 bis 0,7 m und die Dicke 0,2 m. In der Nähe steht ein Bautastein (ohne Runen).
Das ältere Runenalphabet Futhark enthält 24 Zeichen. Viele Zeichen auf dem auf 400 – 450 n. Chr. datierten Barmenstein sind schwer zu lesen. Die Runen sind vertikal geschrieben. Die Inschrift sollte von oben nach unten gelesen werden. Sie lautet: „ek þirbijaR ru“.
Der norwegische Runologe Magnus Olsen (1878–1963) hat die Inschrift wie folgt interpretiert: „Ich, Terbes Sohn, habe das Ohr geschnitzt“.
Carl Marstrander (1883–1965) liest „þirbijaR“ und übersetzt: „wer macht Leute machtlos, (schrieb diese) ru (nes).“ Er hielt es für selbstverständlich, dass die beiden letzten Runen als Abkürzung von runoR gelesen werden, was Runen bedeutet. Die Inschrift könnte als Fluch gegen diejenigen geschrieben worden sein, die sein Eigentum an der Insel beeinträchtigten wollte.